# ویکتور نیتسو
ویکتور نیتسو (استونیایی: Viktor Niitsoo؛ زادهٔ ۱۲ مارس ۱۹۵۲) سیاستمدار، تاریخ‌نگار و نماینده سابق مجلس اهل استونی است.